# Detroit Lions

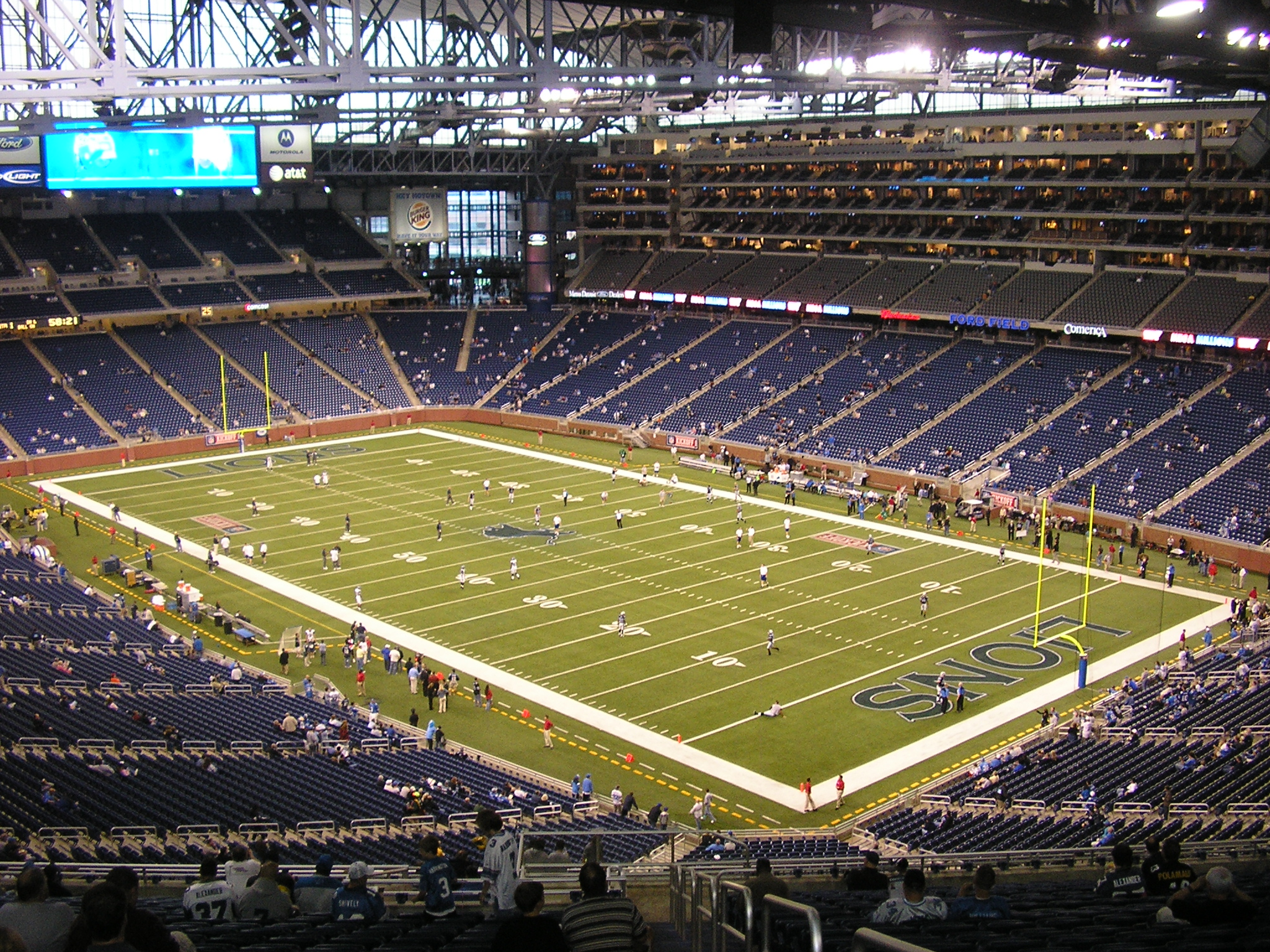
Das Heimatstadion der Lions

Die Detroit Lions sind eine American-Football-Mannschaft der US-amerikanischen National Football League (NFL) aus Detroit, Michigan. Sie gehören gemeinsam mit den Chicago Bears, den Minnesota Vikings und den Green Bay Packers der Northern Division innerhalb der National Football Conference (NFC) an. Die Teamfarben sind Honolulu-Blau und Silber, den Helm ziert ein blauer Löwe auf silbernem Hintergrund.
Die Lions hatten ihre erfolgreichste Zeit in den 1950er Jahren, in denen sie drei ihrer vier NFL Championships gewonnen haben. Seit dem Rücktritt von Runningback Barry Sanders 1999 mussten sie bis zum Jahr 2011 warten, um sich wieder für die Play-offs qualifizieren zu können. 2008 verloren die Lions dabei alle 16 Spiele der Regular Season und sind damit das erste Team der NFL, dem, seitdem 1978 die Regular Season auf 16 Spiele erweitert wurde, dieser zweifelhafte Rekord gelang. Trotz dieses Negativerlebnisses bewiesen die Fans der Lions nach dem letzten Spiel Humor. Sie skandierten nach der 21:31-Niederlage gegen die Green Bay Packers: Yes we can. Allerdings sind sie nicht das erste Team, das alle Spiele verlor: Die Tampa Bay Buccaneers konnten 1976 ebenfalls kein Spiel gewinnen. Allerdings umfasste die Regular Season damals nur 14 Spiele, und es war die erste Saison der Buccaneers, die damals neu in die Liga kamen. In der Saison 2017 wurde diese Negativmarke von den Cleveland Browns eingestellt, die ihrerseits die Saison mit keinem Sieg und 0-16 beendeten. Die Lions sind eines von vier Teams, die noch nie im Super Bowl gespielt haben. Da die Lions 1957 ihren letzten Titel gewinnen konnten, müssen sie nach den Arizona Cardinals derzeit die zweitlängste Durststrecke auf einen Titelgewinn erleben.
Seit 1945 spielen die Lions ununterbrochen zu Hause donnerstags an Thanksgiving.

## Geschichte

### Gründung und Anfangsjahre
Die Detroit Lions wurden 1929 in Portsmouth als Portsmouth Spartans gegründet. Nach erfolgreichen Spielen gegen örtliche halb- und vollprofessionelle Teams wurden sie in die NFL aufgenommen. Dort spielten sie mit Head Coach George Clark sowie College-Star Earl Clark auch gleich sehr erfolgreich. 1931 konnte man Vizemeister werden und 1932 lag man nach der Regular Season gemeinsam mit den Chicago Bears an der Tabellenspitze. Um die Frage des rechtmäßigen Titelträgers zu klären, vereinbarte man ein zusätzliches Spiel. Dieses Spiel gilt heute als erstes inoffizielles Play-off-Spiel der NFL-Geschichte. Die Spartans unterlagen dabei den Bears mit 0:9 Punkten. Allerdings nagte auch die Weltwirtschaftskrise an den Spartans, weshalb sie wie viele andere Teams kurz vor dem Aus standen. Um die Mannschaft zu retten, ersann Joe Carr, von 1921 bis 1939 Präsident der NFL, den Plan, die Spartans nach Detroit zu verlegen. Mit George A. Richards, dem Direktor der Radiostation World Junior Records (WJR) fand man auch einen Käufer. So wurde die Mannschaft 1934 in Detroit Lions umbenannt, in Anlehnung an das Profi-Baseball-Team der Stadt, die Detroit Tigers. Für die NFL entpuppte sich der Umzug im Nachhinein als sehr erfolgreich, da sie im fünften Anlauf endlich ein Team in der "Motor City" etablieren konnten. Zudem haben die Detroit Lions 1935 erstmals den NFL-Titel gewonnen, im gleichen Jahr, als die Detroit Tigers zum ersten Mal die World Series gewannen und kurz bevor die Detroit Red Wings den Stanley Cup zwei Jahre gewinnen konnten.

### Saison 2009
Aufgrund ihrer historisch schlechten Bilanz von 0-16 aus der vergangenen Saison, durften die Lions den ersten Spieler in der NFL Draft 2009 auswählen. Sie wählten Quarterback Matthew Stafford. Stafford konnte jedoch, auch aufgrund einer Verletzung, nicht überzeugen und so gelangen den Lions im Saisonverlauf nur zwei Siege. Die Runderneuerung der Lions war durch den neuen Head Coach Jim Schwartz trotzdem eingeleitet worden, und so gelang den Lions am 27. September 2009, mit einem 19:14-Sieg im Heimspiel gegen die Washington Redskins, der erste Sieg seit dem 23. Dezember 2007. Zuvor verloren die Lions saisonübergreifend 19 Spiele am Stück.

### Saison 2010
Nach den enttäuschenden Ergebnissen der vergangenen Spielzeiten gingen die Lions optimistischer in die Saison 2010. Mit dem zweiten Pick im NFL Draft wählten die Lions den Defensive Tackle Ndamukong Suh, der bereits in den ersten Spielen die Defense der Lions erheblich verstärkte. Trotzdem begann die Saison mit einer Ernüchterung, da sich Lions Starting-Quarterback Matthew Stafford bereits im ersten Saisonspiel an der Schulter verletzte und im weiteren Saisonverlauf nur drei Spiele absolvieren konnte. Aufgrund einer verbesserten Defense konnten die Lions die Saison mit einer Bilanz von 6-10 beenden.

### Saison 2011
Die Rückkehr in die Play-offs gelang den Lions in der Saison 2011. Quarterback Matthew Stafford konnte die komplette Saison verletzungsfrei spielen und erzielte 5.038 Passing-Yards. Somit war er erst der vierte Spieler in der Geschichte der NFL, der in einer Saison Pässe über 5.000 Yards warf. Unterstützt wurde er abermals von einer starken Defensive Line sowie von Pro Bowl Wide Receiver Calvin Johnson, der mit 1.681 Receiving-Yards die Saisonbestleistung aller Wide-Receiver aufstellte. Die Lions erreichten mit einer Bilanz von zehn Siegen und sechs Niederlagen zum ersten Mal seit zehn Jahren die Play-offs (NFL), unterlagen dort jedoch auswärts den New Orleans Saints in der ersten Runde mit 28:45.

### Saison 2012
Rookie Mikel Leshoure erzielte in seinem sechsten NFL-Spiel, beim 31:14 in Jacksonville, drei Touchdowns in einem Viertel. Nach Earl Clark ist er der zweite Spieler der Lions, dem dies gelang. Nach der Saison beendete Jason Hanson, nach 21 Jahren bei den Lions als Kicker tätig, seine Karriere. Bis zu seinem Rücktritt mit 42 Jahren war er der älteste aktive Spieler in der NFL. Mit 327 Spielen hält er den NFL-Rekord für die meisten Spiele für einen Verein.

### Saison 2013
Die Lions starteten mit einem Sieg gegen die Minnesota Vikings in die Saison. Die erste Saisonhälfte bis zur Bye Week in der neunten Woche der Regular Season, konnten die Lions sehr erfolgreich mit einer Bilanz von fünf Siegen und drei Niederlagen abschließen. Am Ende der zehnten Woche nach einem Sieg gegen die Chicago Bears waren die Lions auf dem ersten Platz in ihrer Division. Nach einer Bilanz von 1-4 aus den fünf folgenden Spielen, fielen die Lions auf dritten Platz in der 15. Woche zurück. Weitere sechs Tage später verloren sie auch im Ford Field das Spiel gegen die New York Giants und konnten sich so erneut nicht für die Play-offs qualifizieren. Nach einer 14:13-Niederlage im letzten Saisonspiel gegen Minnesota Vikings wurde eine ausgeglichene Bilanz knapp verpasst und sie beendeten die Saison mit sieben Siegen und neun Niederlagen. Matthew Stafford erzielte in der Regular Season die drittmeisten (4.650) Yards im Passspiel. Nach der Saison wurde Jim Caldwell als neuer Head Coach verpflichtet.
Für Detroit wurden Ndamukong Suh (Defensive Tackle) und Calvin Johnson (Wide Receiver) in den Pro Bowl gewählt. Verletzungsbedingt konnte Calvin Johnson nicht antreten. Suh verlor im Team Sanders knapp mit 21:22.

### Saison 2014
Die Lions schafften in der NFL-Saison 2014 den Einzug in die Play-offs, nachdem sie den zweiten Platz in der NFC North, hinter den Green Bay Packers, belegten. Im Wild Card Game scheiterten sie dann aber direkt an den Dallas Cowboys und wurden 24:20 besiegt.
Insgesamt schafften es fünf Lions-Spieler in den Pro Bowl von 2014. Erstwahl waren Calvin Johnson (Wide Receiver), Ndamukong Suh (Defensive Tackle) und Glover Quin (Safety). Später rückten noch Golden Tate (Wide Receiver) und Matthew Stafford (Quarterback) nach.
Nach der Saison wechselte Ndamukong Suh zu den Miami Dolphins, wo er einen Sechsjahresvertrag unterschrieb, der ihn bis dahin zum bestbezahlten Defensespieler der Liga machte. Zwei Tage zuvor verstarb der langjährige Owner der Lions William Clay Ford im Alter von 88 Jahren, weshalb die Spieler in der darauffolgenden Saison Aufnäher mit seinen Initialen trugen.

### Saison 2015
Bis zu ihrer Bye-week konnten die Lions aus acht Spielen nur eines gewinnen. Als Konsequenz daraus wurde der Offensive Coordinator und zwei weitere Trainer gefeuert. Zudem wurden der General Manager Martin Mayhew und der Präsident Tom Lewand entlassen. Dieser wurde später durch Rod Wood ersetzt. In der zweiten Saisonhälfte konnte die Mannschaft wieder einige Siege erringen, wodurch man die Saison mit einer 7-9 Bilanz auf dem dritten Platz der Division beendete. Nach mehr als 20 Jahren konnten die Lions am 15. November wieder in Green Bay, im Lambeau Field gewinnen. Das Rückspiel wurde jedoch verloren und ist als Miracle in Motown bekannt. Nach der Saison beendete Calvin Johnson, der bis dahin erfolgreichste Wide Receiver der Lions, nach neun Saisons seine Karriere.

### Saison 2016
Bis zur 12. Woche wurde jedes Spiel der Lions mit einem Punkteunterschied von sieben oder weniger entschieden, was zuvor in der NFL noch nie vorgekommen ist. Bis zur Woche 14 führten die Lions die Division mit einer Bilanz von 9-4 an. Die letzten drei Spiele wurden jedoch verloren, weshalb man die Saison auf dem zweiten Platz beendete. Durch die tie-breaker Regularien der NFL erhielten die Lions vor den Tampa Bay Buccaneers den letzten NFC Play-off-Platz. In der Wildcard-Round mussten die Lions gegen die Seahawks spielen. Dieses Spiel wurde jedoch deutlich mit 6:26 verloren. Durch diese Niederlage haben die Lions neun Play-off-Spiele nacheinander verloren, was die längste Serie in der NFL darstellt.
Am Ende der Saison wurde nur der Kicker Matt Prater in den Pro Bowl gewählt, da er in einigen Spielen in letzter Sekunde das siegbringende Field Goal schoss.

### 2017 bis 2020
Nachdem die Lions 2017 lange ihre Chancen auf die Play-off-Teilnahme aufrechterhalten konnten, besiegelte eine 17:26-Niederlage gegen die Cincinnati Bengals am vorletzten Spieltag das Aus im Play-off-Rennen. Trotz einer positiven 9-7-Bilanz wurde Head Coach Jim Caldwell nach der Saison entlassen.
Neuer Head Coach wurde ab der Saison 2018 Matt Patricia, der zuvor als Defensive Coordinator mit den New England Patriots zweimal den Super Bowl gewonnen hatte. Unter Patricia wurden die Detroit Lions drei Jahre in Folge Letzte ihrer Division mit Bilanzen von 6-10, 3-12-1 und 5-11. Im November der von der Corona-Pandemie beeinträchtigten Saison 2020 wurde Patricia wieder entlassen.

### 2021 bis 2024
Dan Campbell übernahm die sportliche Leitung 2021. Quarterback Matthew Stafford wurde im Zuge eines Trades, der ihnen darüber hinaus noch einige zusätzliche Draftpicks einbrachte, nach Los Angeles zu den Rams abgegeben, von denen man im Gegenzug den Nummer-eins-Draftpick des Jahres 2016, Jared Goff, erhielt. Nach Platz vier in der Division im ersten Jahr unter Campbell verbesserte man sich 2022, auch dank eines stark aufspielenden Jared Goff und dank des Einflusses neuer Spieler wie Amon-Ra St. Brown in der Offensive und Erstrundenpick Aidan Hutchinson in der Defensive auf eine Bilanz von 9-8 und Platz zwei; die Play-offs wurden dennoch in beiden Jahren verfehlt.
Zum ersten Mal seit 1991 erreichten die Lions nach einer 12-5-Bilanz in der Saison 2023 wieder das NFC Championship Game. Nach dem ersten Play-off-Sieg seit 32 Jahren im Wildcard-Game gegen das Team ihres ehemaligen Franchise-Quarterbacks Matthew Stafford, die LA Rams, wurden anschließend die Tampa Bay Buccaneers mit 31:23 besiegt. Zum erstmaligen Einzug in den Super Bowl reichte es allerdings auch diesmal nicht; das NFC Championship Game ging mit 31:34 gegen die San Francisco 49ers verloren. Sieben Lions-Spieler wurden für den Pro Bowl 2023 nominiert.
2024 erreichten die Lions mit 15-2 die beste Bilanz ihrer gesamten Franchise-Geschichte. Im Wildcard Game gegen die Washington Commanders musste der verletzungsbedingte Ausfall von 16 Spielern, darunter 12 Spielern aus der Defense, verkraftet werden. Dennoch wurden die Lions aufgrund der starken Regular Season allgemein als Favorit für das Match angesehen, verloren jedoch im heimischen Stadion deutlich mit 10:41.

## Stadion und Zuschauer
Nach dem Umzug der Portsmouth Spartans nach Detroit spielten die Lions zunächst im Stadion der University of Detroit. Von 1938 bis 1974 nutzte man das Baseball-Station der Detroit Tigers, das Tiger Stadium. Mit der Fertigstellung des Pontiac Silverdome im benachbarten Pontiac, wurde 1975 bis 2001 alle Heimspiele in dieser Halle ausgetragen. 
| Saison      | Zuschauerschnitt (Heimspiele) | Gesamtzuschauer (Heimspiele) |
| ----------- | ----------------------------- | ---------------------------- |
| Saison 2006 | 60.889                        | 487.116                      |
| Saison 2007 | 61.304                        | 490.436                      |
| Saison 2008 | 54.497                        | 435.979                      |
| Saison 2009 | 49.395                        | 395.162                      |
| Saison 2010 | 56.285                        | 450.286                      |
| Saison 2011 | 63.742                        | 509.940                      |
| Saison 2012 | 63.769                        | 510.158                      |
| Saison 2013 | 63.796                        | 510.369                      |
| Saison 2014 | 63.024                        | 504.198                      |
| Saison 2015 | 61.347                        | 490.782                      |
| Saison 2016 | 60.792                        | 486.342                      |
| Saison 2017 | 64.137                        | 513.100                      |
| Saison 2018 | 62.795                        | 502.361                      |
| Saison 2019 | 61.342                        | 490.737                      |
| Saison 2021 | 51.522                        | 412.177                      |
| Saison 2022 | 63.423                        | 570.809                      |
| Saison 2023 | 64.850                        | 518.801                      |
| Saison 2024 | 64.922                        | 584.300                      |

Die Lions spielen seit der Saison 2002 im neu gebauten Ford Field. Im Normalfall fasst das Stadion 65.000 Zuschauer. Für Fußballspiele kann es jedoch auf 70.000 und für Basketballspiele auf 80.000 Zuschauer erweitert werden. Am 5. Februar 2006 war das Stadion Austragungsort des Super Bowl XL, bei dem die Seattle Seahawks gegen die Pittsburgh Steelers spielten. Am 1. April 2007 war das Ford Field der Austragungsort von WrestleMania 23, bei dem knapp 80.000 Zuschauer anwesend waren. Den Namen des Stadions sicherte sich Ford für 20 Jahre für einen Preis von 40 Millionen US-Dollar.
Die Zuschauerauslastung liegt bei Heimspielen zwischen 90 und 98 Prozent und damit im Mittelfeld der NFL. Die geringste Auslastung war in der Saison 2009, wo lediglich 76,6 Prozent der Tickets verkauft wurden, der drittniedrigste Wert der NFL.

## Personen

### Spieler

#### Aktueller Kader
| Abkürzungen der Spieler-Positionen im American Football | Abkürzungen der Spieler-Positionen im American Football |
| ------------------------------------------------------- | --- |
| Offense                                                 | QB – Quarterback \| RB – Runningback \| FB – Fullback \| TE – Tight End \| E/WR – Wide Receiver \| T – Tackle \| G – Guard \| C – Center |
| Defense                                                 | DT – Defensive Tackle \| DE – Defensive End \| NT – Nose Tackle \| LB – Linebacker \| ILB – Inside Linebacker \| MLB – Middle Linebacker \| OLB – Outside Linebacker \| CB – Cornerback \| NB – Nickelback \| FS – Free Safety \| SS – Strong Safety |
| Special Teams                                           | K – Kicker \| P – Punter \| KS – Kicking Specialist \| KOS – Kickoff Specialist \| LS – Long Snapper \| RS – Return Specialist \| KOR/KR – Kick Returner \| PR – Punt Returner \| PP – Punt Protector                                                |

#### Lions in der Pro Football Hall of Fame
| Trikotnummer | Name               | Position | Für die Lions Aktiv  | Jahr der Aufnahme |
| ------------ | ------------------ | -------- | -------------------- | ----------------- |
| 7            | Earl „Dutch“ Clark | QB       | 1931–1932, 1934–1938 | 1963              |
| 35           | Bill Dudley        | HB       | 1947–1949            | 1966              |
| 22           | Bobby Layne        | QB       | 1950–1958            | 1967              |
| 50           | Alex Wojciechowicz | C, LB    | 1938–1946            | 1968              |
| 14           | Jack Christiansen  | DB       | 1951–1958            | 1970              |
| 39           | Hugh McElhenny     | HB       | 1964                 | 1970              |
| 30           | Ollie Matson       | RB       | 1963                 | 1972              |
| 56           | Joe Schmidt        | LB       | 1953–1965            | 1973              |
| 81           | Dick Lane          | CB       | 1960–1965            | 1974              |
| 28           | Yale Lary          | S, P     | 1952–1953, 1956–1964 | 1979              |
| 72           | Frank Gatski       | C        | 1957                 | 1985              |
| 37           | Doak Walker        | HB       | 1950–1955            | 1986              |
| 35           | John Henry Johnson | FB       | 1957–1959            | 1987              |
| 20           | Lem Barney         | CB       | 1967–1977            | 1992              |
| 76           | Lou Creekmur       | T, G     | 1950–1959            | 1996              |
| 20           | Barry Sanders      | RB       | 1989–1998            | 2004              |
| 88           | Charlie Sanders    | TE       | 1968–1977            | 2007              |
| 44           | Dick LeBeau        | CB       | 1959–1972            | 2010              |
| 77           | Curley Culp        | DT       | 1980–1981            | 2013              |
| 63           | Dick Stanfel       | G        | 1952–1955            | 2016              |
| 71           | Alex Karras        | DT       | 1958–1970            | 2021 1            |
| 81           | Calvin Johnson     | WR       | 2007–2015            | 2021              |
| 93           | Dwight Freeney     | DE       | 2017                 | 2024              |

#### Nicht mehr vergebene Trikotnummern
| Retired Numbers der Detroit Lions |                    |          |           |
| Nr.                               | Spieler            | Position | Zeitraum  |
| 7                                 | Earl „Dutch“ Clark | QB       | 1934–1938 |
| 20 2                              | Barry Sanders      | RB       | 1989–1998 |
| 22                                | Bobby Layne        | QB, K    | 1950–1958 |
| 37                                | Doak Walker        | HB, K, P | 1950–1955 |
| 56 3                              | Joe Schmidt        | LB       | 1953–1965 |
| 85 4                              | Chuck Hughes       | WR       | 1970–1971 |

Sonderfall:

Die Lions zogen die Nummer 93 während der Saison 2009 für diese Saison zurück, nachdem Corey Smith verschwunden und später tot aufgefunden wurde. Die restliche Saison trugen die Lions auch einen Sticker mit der Nummer 93 auf ihren Helmen. Zur Saison 2010 wurde die Nummer an Kyle Vanden Bosch vergeben.

### Trainer (Head Coaches)

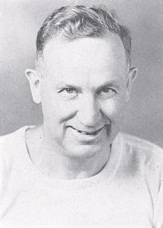
Mit George "Potsy" Clark gewannen die Lions 1935 die NFL Meisterschaft.

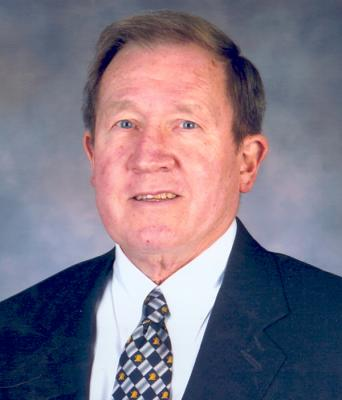
Bobby Ross war von 1997 bis 2000 Head Coach der Lions.

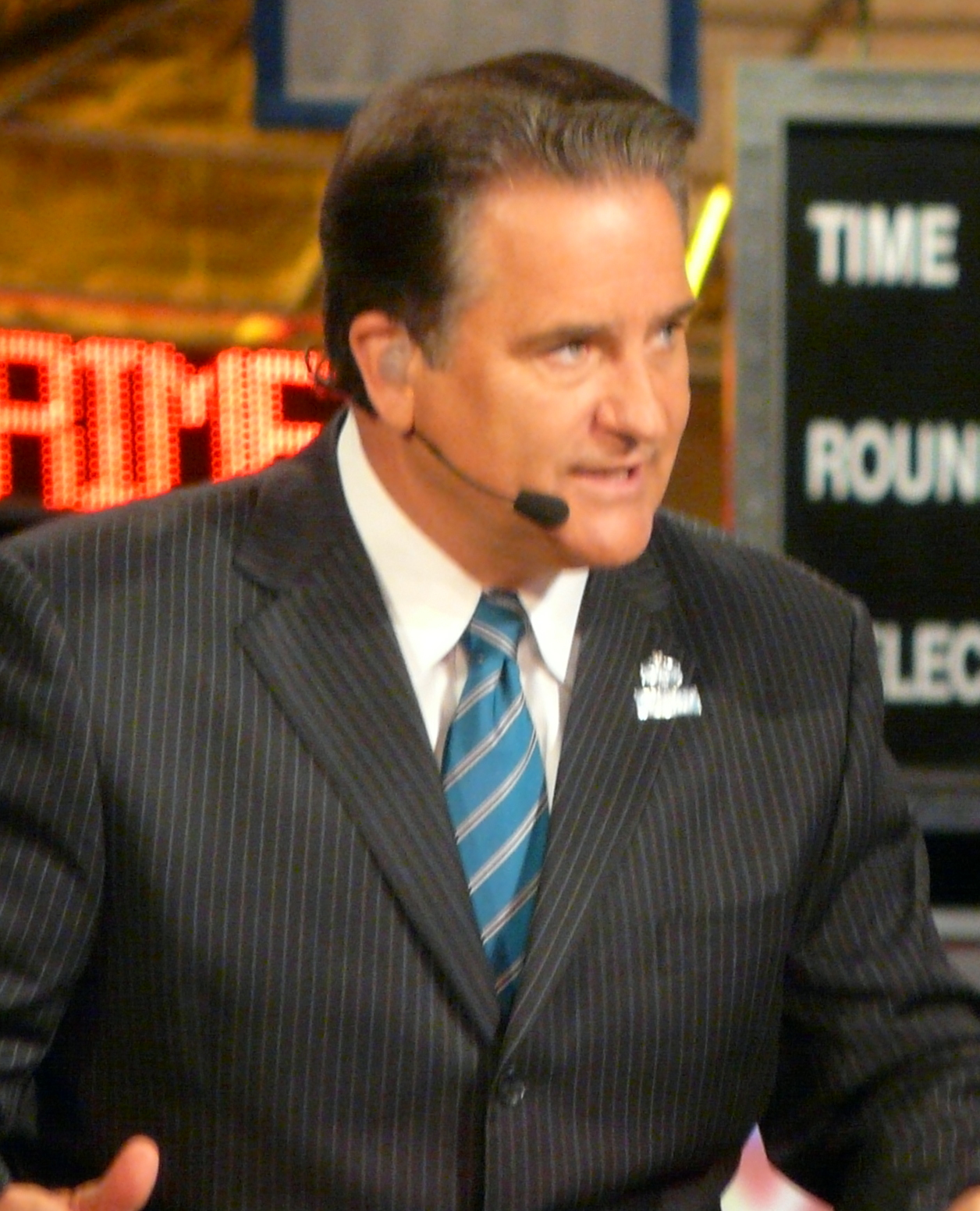
Steve Mariucc war von 2003 bis 2005 Head Coach der Lions.

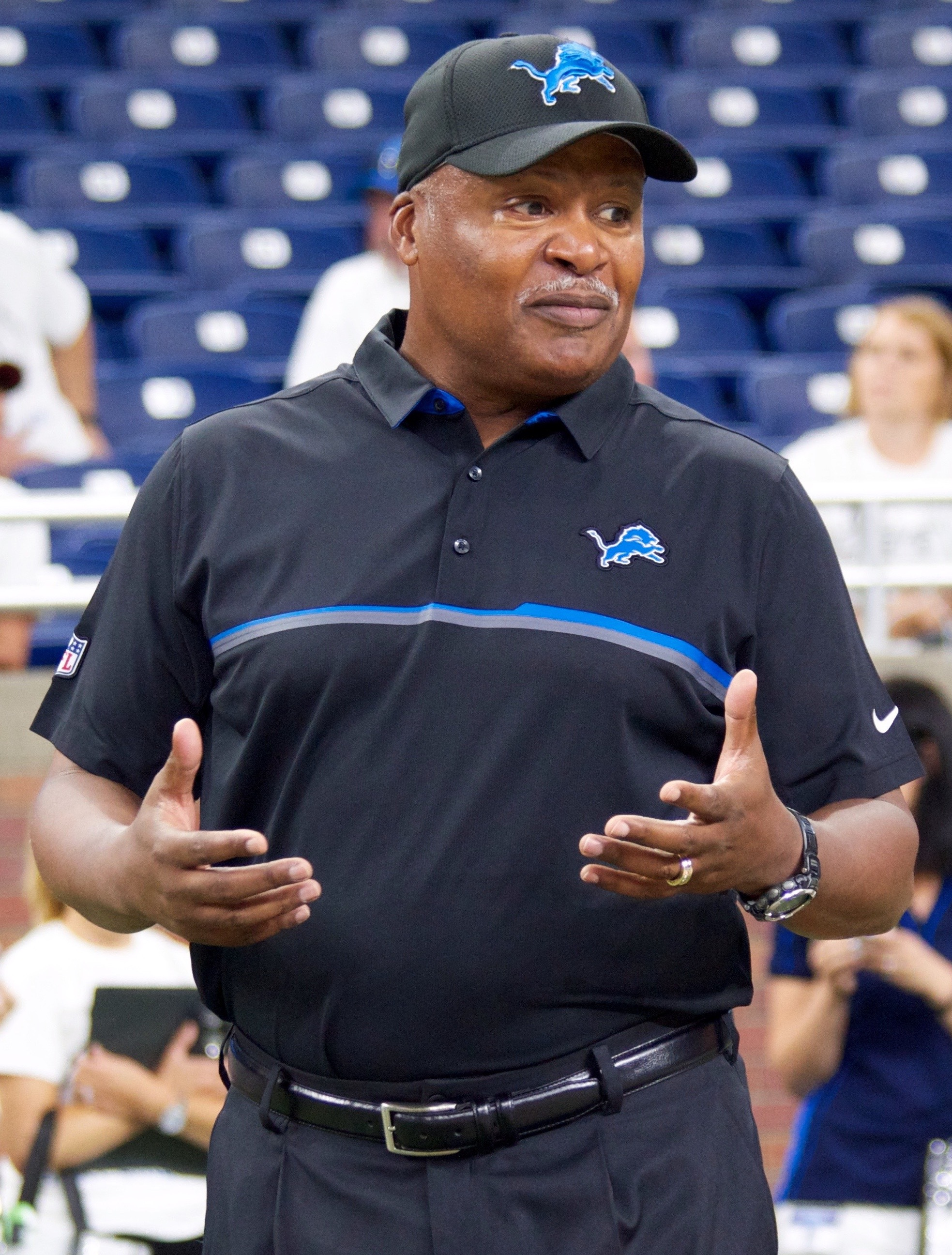
Jim Caldwell war von 2014 bis 2017 Head Coach der Lions.

| #         | Reihenfolge der Trainer                                    |
| Spiele    | Spiele als Trainer                                         |
| S         | Siege                                                      |
| N         | Niederlagen                                                |
| UE        | Unentschieden                                              |
| Gewonnen% | Siegquote                                                  |
| *         | Ausschließlich bei den Spartans/Lions als Head Coach aktiv |

| Portsmouth Spartans |                   |           |     |    |    |   |       |   |   |   | |               |
| 1                   | Hal Griffin*      | 1930      | 14  | 5  | 6  | 3 | 0,455 | – | – | – | | [ 34 ]        |
| 2                   | Potsy Clark       | 1931–1933 | 37  | 23 | 10 | 4 | 0,697 | – | – | – | | [ 35 ]        |
| Detroit Lions       |                   |           |     |    |    |   |       |   |   |   | |               |
| –                   | Potsy Clark       | 1934–1936 | 37  | 25 | 10 | 2 | 0,714 | 1 | 1 | 0 | NFL Championship (1935)                                                                                              | [ 35 ]        |
| 3                   | Dutch Clark       | 1937–1938 | 22  | 14 | 8  | 0 | 0,636 | – | – | – | | [ 36 ]        |
| 4                   | Gus Henderson*    | 1939      | 11  | 6  | 5  | 0 | 0,545 | – | – | – | | [ 37 ]        |
| –                   | Potsy Clark 5     | 1940      | 11  | 5  | 5  | 1 | 0,500 | – | – | – | | [ 35 ]        |
| 5                   | Bill Edwards*     | 1941–1942 | 14  | 4  | 9  | 1 | 0,308 | – | – | – | | [ 38 ]        |
| 6                   | John Karcis*      | 1942      | 8   | 0  | 8  | 0 | 0,000 | – | – | – | | [ 39 ]        |
| 7                   | Gus Dorais*       | 1943–1947 | 53  | 20 | 31 | 2 | 0,392 | – | – | – | | [ 40 ]        |
| 8                   | Bo McMillin       | 1948–1950 | 36  | 12 | 24 | 0 | 0,333 | – | – | – | | [ 41 ]        |
| 9                   | Buddy Parker      | 1951–1956 | 72  | 47 | 23 | 2 | 0,671 | 4 | 3 | 1 | UPI NFL Trainer des Jahres (1956) NFL Championships (1952, 1953)                                                     | [ 42 ]        |
| 10                  | George Wilson     | 1957–1964 | 104 | 53 | 45 | 6 | 0,541 | 2 | 2 | 0 | AP NFL Trainer des Jahres (1957) NFL Championship (1957)                                                             | [ 43 ]        |
| 11                  | Harry Gilmer*     | 1965–1966 | 28  | 10 | 16 | 2 | 0,385 | – | – | – | | [ 44 ]        |
| 12                  | Joe Schmidt       | 1967–1972 | 84  | 43 | 34 | 7 | 0,558 | 1 | 0 | 1 | | [ 45 ]        |
| 13                  | Don McCafferty    | 1973      | 14  | 6  | 7  | 1 | 0,462 | – | – | – | | [ 46 ]        |
| 14                  | Rick Forzano*     | 1974–1976 | 32  | 15 | 17 | 0 | 0,469 | – | – | – | | [ 47 ]        |
| 15                  | Tommy Hudspeth*   | 1976–1977 | 24  | 11 | 13 | 0 | 0,458 | – | – | – | | [ 48 ]        |
| 16                  | Monte Clark       | 1978–1984 | 105 | 43 | 61 | 1 | 0,413 | 2 | 0 | 2 | | [ 49 ]        |
| 17                  | Darryl Rogers*    | 1985–1988 | 58  | 18 | 40 | 0 | 0,310 | – | – | – | | [ 50 ]        |
| 18                  | Wayne Fontes*     | 1988–1996 | 133 | 66 | 67 | 0 | 0,496 | 5 | 1 | 4 | AP NFL Trainer des Jahres (1991) Pro Football Weekly NFL Trainer des Jahres (1991) UPI NFC Trainer des Jahres (1991) | [ 51 ]        |
| 19                  | Bobby Ross 7      | 1997–2000 | 57  | 27 | 30 | 0 | 0,474 | 2 | 0 | 2 | | [ 52 ] [ 53 ] |
| 20                  | Gary Moeller*     | 2000      | 7   | 4  | 3  | 0 | 0,571 | – | – | – | | [ 54 ]        |
| 21                  | Marty Mornhinweg* | 2001–2002 | 32  | 5  | 27 | 0 | 0,156 | – | – | – | | [ 55 ]        |
| 22                  | Steve Mariucci    | 2003–2005 | 43  | 15 | 28 | 0 | 0,349 | – | – | – | | [ 56 ]        |
| 23                  | Dick Jauron       | 2005      | 5   | 1  | 4  | 0 | 0,200 | – | – | – | | [ 57 ]        |
| 24                  | Rod Marinelli*    | 2006–2008 | 48  | 10 | 38 | 0 | 0,208 | – | – | – | | [ 58 ]        |
| 25                  | Jim Schwartz*     | 2009–2013 | 80  | 29 | 51 | 0 | 0,363 | 1 | 0 | 1 | | [ 59 ]        |
| 26                  | Jim Caldwell      | 2014–2017 | 64  | 36 | 28 | 0 | 0,563 | 2 | 0 | 2 | | [ 60 ]        |
| 27                  | Matt Patricia* 7  | 2018–2020 | 43  | 13 | 29 | 1 | 0,314 | – | – | – | | [ 61 ]        |
| 28                  | Darrell Bevell*   | 2020      | 5   | 1  | 4  | 0 | 0,200 | – | – | – | | [ 62 ]        |
| 29                  | Dan Campbell      | 2021–     | 68  | 39 | 28 | 1 | 0,581 | 4 | 2 | 2 | | [ 63 ]        |

## Rivalitäten
Aufgrund ihres langen Bestehens in der NFL besteht seit 1930 eine Rivalität mit den Green Bay Packers, als die Packers und die Lions zum ersten Mal aufeinander trafen. Seit der Saison 1933 sind die beiden Mannschaften Divisionsrivalen und spielen daher bis heute mindestens zweimal im Jahr gegeneinander. Diese Auseinandersetzung ist die am längsten fortlaufende Rivalität in der NFL. Bislang konnten die Packers in dieser Rivalität mehr Siege erringen als die Lions. Während dieser Zeit gab es einige besondere Spiele. So besiegten die Packers die Lions am letzten Spieltag in der Saison 2008 mit 31:21, wodurch die Lions am Ende der Saison eine Bilanz von 0-16 aufwies. In der Saison 2015 schafften es die Lions zum ersten Mal nach 14 Jahren wieder in Green Bay zu gewinnen. Beim Rückspiel in Detroit schafften die Packers währenddessen die größte Aufholjagd in der Geschichte ihrer Zusammentreffen. Das Spiel, wobei die Packers zur Halbzeit noch mit 0:20 zurücklagen und im letzten Spielzug noch mit 27:23 gewannen, wurde später als Miracle in Motown bezeichnet.
Eine ähnlich lange Rivalität besteht mit den Chicago Bears. Diese geht zurück bis in die Saison 1932. Auch in dieser Rivalität liegen die Lions nach Siegen zurück.

## Cheerleader
Seit der Saison 2016 haben die Lions wieder nach mehr als 40 Jahren Cheerleader, die während des Spieles Tanzchoreographien zeigen und das Publikum anfeuern.

## Bilanzen und Rekorde
Detroit Lions/Zahlen und Rekorde stellt wichtige Rekorde bei den Lions, die direkten Vergleiche mit den anderen American-Football-Teams, die Saisonbilanzen seit 1930 und die Erstrunden Draft-Picks seit 1936 dar.